# Europese kampioenschappen veldlopen 2011
De achttiende editie van de Europese kampioenschappen veldlopen vond op 11 december 2011 plaats in de Sloveense stad Velenje.

## Uitslagen

### Mannen Senioren
| Plaats | Atleet               | Land                | Tijd (min.s) |
| ------ | -------------------- | ------------------- | ------------ |
|        | Atelaw Bekele        | België              | 29.15        |
|        | Ayad Lamdassem       | Spanje              | 29.20        |
|        | José Rocha           | Portugal            | 29.21        |
| 4      | Hassan Chahdi        | Frankrijk           | 29.22        |
| 5      | Joseph Sweeney       | Ierland             | 29.23        |
| 6      | Javier Guerra        | Spanje              | 29.24        |
| 7      | Morhad Amdouni       | Frankrijk           | 29.26        |
| 8      | Khalid Choukoud      | Nederland           | 29.27        |
| 9      | Andy Vernon          | Verenigd Koninkrijk | 29.39        |
| 10     | Morten Toft Munkholm | Denemarken          | 29.42        |
| 11     | Mohktar Benhari      | Frankrijk           | 29.43        |
| 12     | Benjamin Malaty      | Frankrijk           | 29.44        |

| Plaats | Land                                                                   | Punten        |
| ------ | ---------------------------------------------------------------------- | ------------- |
|        | Frankrijk Hassan Chahdi Morhad Amdouni Mokhtar Benhari Benjamin Malaty | 4+7+11+12=34  |
|        | Verenigd Koninkrijk Andy Vernon Ryan McLeod James Walsh Mark Draper    | 9+15+13+22=59 |
|        | Spanje Ayad Lamdassem Javier Guerra Ricardo Serrano Yousseff Aakaou    | 2+6+27+32=67  |

### Vrouwen Senioren
| Plaats | Atleet             | Land                | Tijd (min.s) |
| ------ | ------------------ | ------------------- | ------------ |
|        | Fionnuala Britton  | Ierland             | 25.55        |
|        | Ana Dulce Félix    | Portugal            | 26.02        |
|        | Gemma Steel        | Verenigd Koninkrijk | 26.04        |
| 4      | Nadia Ejjafini     | Italië              | 26.13        |
| 5      | Adriënne Herzog    | Nederland           | 26.34        |
| 6      | Sophie Duarte      | Frankrijk           | 26.36        |
| 7      | Roxana Bârcă       | Roemenië            | 26.39        |
| 8      | Leonor Carneiro    | Portugal            | 26.39        |
| 9      | Simret Restle      | Duitsland           | 26.40        |
| 10     | Valeria Straneo    | Italië              | 26.42        |
| 11     | Christine Bardelle | Frankrijk           | 26.50        |
| 12     | Freya Murray       | Verenigd Koninkrijk | 26.51        |

| Plaats | Land                                                                    | Punten        |
| ------ | ----------------------------------------------------------------------- | ------------- |
|        | Verenigd Koninkrijk Gemma Steel Freya Murray Julia Bleasdale Elle Baker | 3+12+13+14=42 |
|        | Portugal Ana Dulce Félix Leonor Carneiro Anália Rosa Ana Dias           | 2+8+17+24=51  |
|        | Duitsland Simret Restle Sabrina Mockenhaupt Verena Dreier Susanne Hahn  | 9+16+28+30=83 |

### Mannen onder 23
| Plaats | Atleet                | Land                | Tijd (min.s) |
| ------ | --------------------- | ------------------- | ------------ |
|        | Florian Carvalho      | Frankrijk           | 23.44        |
|        | James Wilkinson       | Verenigd Koninkrijk | 23.47        |
|        | Sondre Nordstad Moen  | Noorwegen           | 23.48        |
| 4      | Richard Ringer        | Duitsland           | 23.48        |
| 5      | Siarhei Platonau      | Wit-Rusland         | 23.51        |
| 6      | Abdi Nageeye          | Nederland           | 23.54        |
| 7      | Simon Denissel        | Frankrijk           | 23.56        |
| 8      | Mitch Goose           | Verenigd Koninkrijk | 23.57        |
| 9      | Sindre Buraas         | Noorwegen           | 24.02        |
| 10     | Cihat Ulus            | Turkije             | 24.03        |
| 11     | Patrick Nasti         | Italië              | 24.04        |
| 12     | Jesper van der Wielen | Nederland           | 24.04        |

| Plaats | Land                                                                                    | Punten       |
| ------ | --------------------------------------------------------------------------------------- | ------------ |
|        | Noorwegen Sondre Nordstad Moen Sindre Buraas Henrik Ingebrigtsen Hans Kristian Fløystad | 3+9+15+32=59 |
|        | Verenigd Koninkrijk James Wilkinson Mitch Goose Derek Hawkins Phillip Berntsen          | 2+8+26+40=76 |
|        | Frankrijk Florian Carvalho Simon Denissel Mattheiu Garel Bryan Cantero                  | 1+7+42+44=94 |

### Vrouwen onder 23
| Plaats | Atleet                | Land                | Tijd (min.s) |
| ------ | --------------------- | ------------------- | ------------ |
|        | Emma Pallant          | Verenigd Koninkrijk | 19.57        |
|        | Naomi Taschimowitz    | Verenigd Koninkrijk | 20.02        |
|        | Corrina Harrer        | Duitsland           | 20.03        |
| 4      | Stephanie Twell       | Verenigd Koninkrijk | 20.03        |
| 5      | Anna Hahner           | Duitsland           | 20.05        |
| 6      | Viktoriya Pohoryelska | Oekraïne            | 20.08        |
| 7      | Hannah Walker         | Verenigd Koninkrijk | 20.12        |
| 8      | Clémence Calvin       | Frankrijk           | 20.16        |
| 9      | Carla Salomé Rocha    | Portugal            | 20.20        |
| 10     | Jennifer Wenth        | Oostenrijk          | 20.26        |
| 11     | Laura Suur            | Estland             | 20.28        |
| 12     | Lisa Hahner           | Duitsland           | 20.31        |

| Plaats | Land                                                                              | Punten        |
| ------ | --------------------------------------------------------------------------------- | ------------- |
|        | Verenigd Koninkrijk Emma Pallant Naomi Taschimowitz Stephanie Twell Hannah Walker | 1+2+4+7=14    |
|        | Duitsland Corrina Harrer Anna Hanher Lisa Hahner Jana Soethout                    | 3+5+12+21=41  |
|        | Portugal Carla Salomé Rocha Catarina Ribeiro Daniela Cunha Sónia Catarina Lima    | 9+15+19+34=77 |

### Mannen Junioren
| Plaats | Atleet                | Land                | Tijd (min.s) |
| ------ | --------------------- | ------------------- | ------------ |
|        | Ilgizar Safiullin     | Rusland             | 17.49        |
|        | Richard Goodman       | Verenigd Koninkrijk | 17.51        |
|        | Vladimir Nikitin      | Rusland             | 17.51        |
| 4      | Roman Collenot-Spiret | Frankrijk           | 17.53        |
| 5      | Pieter-Jan Hannes     | België              | 17.58        |
| 6      | Rui Pinto             | Portugal            | 18.01        |
| 7      | Andrey Rusakov        | Rusland             | 18.07        |
| 8      | Jonathan Hay          | Verenigd Koninkrijk | 18.09        |
| 9      | Kieren Clements       | Verenigd Koninkrijk | 18.10        |
| 10     | Yehor Zhukov          | Oekraïne            | 18.10        |
| 11     | Niall Fleming         | Verenigd Koninkrijk | 18.18        |
| 12     | Daniel Arce           | Spanje              | 18.20        |

| Plaats | Land                                                                           | Punten         |
| ------ | ------------------------------------------------------------------------------ | -------------- |
|        | Verenigd Koninkrijk Richard Goodman Jonathan Hay Kieren Clements Niall Fleming | 2+8+9+11=30    |
|        | Rusland Ilgisar Safjulin Wladimir Nikitin Andrei Russakow Mikhail Strelkov     | 1+3+7+49=60    |
|        | Frankrijk Romain Collenot-Spiret Djilali Bedrani Julien Detre Francois Barrer  | 4+21+26+52=103 |

### Vrouwen Junioren
| Plaats | Atleet                | Land                | Tijd (min.s) |
| ------ | --------------------- | ------------------- | ------------ |
|        | Emelia Gorecka        | Verenigd Koninkrijk | 13.13        |
|        | Ioana Doaga           | Roemenië            | 13.14        |
|        | Amela Terzić          | Servië              | 13.22        |
| 4      | Gulshat Fazlitdinova  | Rusland             | 13.24        |
| 5      | Zenobie Vangansbeke   | België              | 13.32        |
| 6      | Annabel Gummow        | Verenigd Koninkrijk | 13.34        |
| 7      | Svetlana Ryazantseva  | Rusland             | 13.37        |
| 8      | Esma Aydemir          | Turkije             | 13.41        |
| 9      | Gesa-Felicitas Krause | Duitsland           | 13.42        |
| 10     | Maya Rehberg          | Duitsland           | 13.47        |
| 11     | Elena Burkard         | Duitsland           | 13.50        |
| 12     | Mariya Hodakyvska     | Oekraïne            | 13.51        |

| Plaats | Land                                                                                | Punten        |
| ------ | ----------------------------------------------------------------------------------- | ------------- |
|        | Verenigd Koninkrijk Emelia Gorecka Annabel Gummow Gemma Kersey Katie Holt           | 1+6+16+17=40  |
|        | Rusland Gulschat Faslitdinowa Swetlana Rjasanzewa Alexandra Gulyaeva Wera Vasilyeva | 4+7+13+19=43  |
|        | Duitsland Gesa Felicitas Krause Maya Rehberg Elena Burkard Jannika John             | 9+10+11+20=50 |